# Star Wars Episodio III: La Venganza de los Sith (videojuego)
Star Wars: Episodio III - La Venganza de los Sith es un videojuego de acción de LucasArts basado en la película del mismo nombre, que se estrenó unos días después. El juego se centra en las aventuras que suceden en la película desde la perspectiva de los protagonistas Obi-Wan Kenobi y Anakin Skywalker. El juego se publicó el 4 de mayo de 2005 para las consolas PlayStation 2, Xbox, Game Boy Advance y Nintendo DS. Además, contó con una versión para móviles lanzada el 2 de abril de 2005. 
Como parte del programa de clásicos de PlayStation 2, la versión de PlayStation 2 fue relanzada en Europa en PlayStation Network, el 11 de febrero de 2015, y en Norteamérica el 28 de abril de 2015. Se anunció el 15 de noviembre de 2021, en la celebración del vigésimo aniversario de Xbox, que se uniría a la biblioteca de compatibilidad con versiones anteriores de Xbox.

## Jugabilidad y características

### Versión para consolas
El jugador controla a Anakin Skywalker y a Obi-Wan Kenobi reviviendo varias escenas de la película a través de las misiones del juego. Existen 17 niveles, entrelazados con 12 minutos de escenas extraídas de la película. Los enemigos incluyen Jedis, droides, soldados clones y fuerzas neimoidianas.
El sistema de combate del juego está enfocado principalmente en el combate con sables de luz. Todos los personajes jugables cuentan con un sable láser por lo menos (excepto el IG-100 MagnaGuarda) y en todos los combates mayores se presenta el combate con los sables. Hay tres ataques básicos: ataques rápidos, los cuales hacen el menor daño; ataques fuertes, hacen más daño pero son más lentos para ejecutar; y los ataques críticos, los más lentos, sin embargo, los más fuertes. Estos ataques pueden ser combinados para crear combinaciones de ataques. Algunos ataques pueden ser también recargados para que infrinjan más daño. Algunas maniobras ofensivas vistas en el juego son forcejeos, saltos, puntapiés voladores y choques con sables.
El juego posee un sistema de experiencia, a través del cual el personaje del jugador puede mejorar ataques y ganar nuevas técnicas mientras el jugador progresa a lo largo del juego.
El ambiente del juego es extremadamente interactivo, permitiendo y requiriendo en algunos casos, moverse y destruir objetos con el sable de luz o con poderes de la Fuerza.
Las versiones del juego para PlayStation 2 y Xbox cuentan con un modo de duelo multijugador, en el que dos jugadores se enfrentan entre ellos en un duelo de espadas láser. Los jugadores pueden elegir entre Obi-Wan Kenobi, Anakin Skywalker, el Conde Dooku, el General Grievous, Mace Windu, el maestro Jedi Cin Drallig o su padawan Serra Keto. Darth Vader y "Ben Kenobi", del episodio IV, también se pueden desbloquear. Cada duelo se puede ganar con la victoria de una, tres o cinco rondas, dependiendo de las opciones elegidas. 
Al completar con éxito ciertas misiones en la campaña del juego para un jugador, se pueden desbloquear misiones adicionales o escenarios de bonificación. Cada escenario presenta un personaje jugable diferente: un Magnaguardia, el General Grievous, Yoda, Anakin o Darth Vader. Además, hay cuatro misiones cooperativas en las que dos jugadores trabajan juntos para derrotar enemigos. Las primeras tres unen a Anakin y Obi-Wan para una serie de encuentros ofensivos con el ejército de droides de los Separatistas, mientras que la cuarta tiene al Maestro Jedi Cin Drallig y su estudiante favorita, Serra Keto, uniéndose para derrotar al escuadrón clon empeñado en destruir el Templo Jedi de acuerdo con la Orden 66. 

### Versión para portátiles
Las versiones portátiles del juego se juegan como un juego de "Yo contra el barrio" de desplazamiento lateral 2.5Do todos ustedes contra mi solo, donde los jugadores pueden elegir libremente jugar como Obi-Wan o Anakin, atravesando aproximadamente una docena de niveles para luchar contra una variedad de enemigos y ocasionalmente esquivar peligros mortales, como una trampa láser o un lanzamisiles. Ambos personajes tienen movimientos de ataque casi idénticos y pueden obtener acceso a movimientos especiales desbloqueables que se pueden desatar cuando se llena un indicador de "furia" o "enfoque" durante la batalla. Algunos niveles involucran batallas de jefes contra personajes con armas cuerpo a cuerpo, que generalmente solo pueden ser dañados después de que el jugador reconoce y bloquea cuidadosamente un ataque. Otros niveles terminan con una lucha contra un subjefe, usualmente un vehículo o enemigo de élite.    
La versión de Nintendo DS también agrega exclusivamente niveles adicionales de batalla espacial en 3D que requieren que el jugador derribe una serie de objetivos o enemigos. La versión Game Boy Advance del juego permite a dos jugadores unirse y participar en misiones cooperativas exclusivas como Anakin y Obi-Wan, o hacer que los dos luchen contra oleadas interminables de enemigos y ver quién puede sobrevivir más tiempo.    
Al igual que con las versiones de consolas, los jugadores tienen la oportunidad de actualizar los ataques y habilidades de sus personajes, desbloquear nuevas habilidades y mejorar sus estadísticas después de completar un nivel. Los jugadores compran mejoras con "puntos de personalización", que se encuentran durante un nivel; estos se obtienen al destruir pequeñas partes del escenario o al terminar el nivel a un ritmo más rápido o con una buena eficiencia de combate.

## Códigos
- Misiones de bonificación: NARSHADDAA
- Ilustraciones: AAYLASECURA
- Arenas de duelo: TANTIVEIV
- Duelistas: ZABRAK
- Todos los movimientos y poderes jedi: JAINA
- Vídeos: COMLINK
- Rápida regeneración: BELSAVIS
- Misiones modo historia: KORRIBAN
- Modo Super Sable: SUPERSABERS
- Fuerza ilimitada: KAIBURR
- Salud ilimitada: XUCPHRA
- Droides pequeños: 071779

## Historia
En el modo historia se puede vivir desde la caída de la orden Jedi a manos del jugador a la pelea épica entre Obi-Wan y Anakin donde se puede elegir quién ser. Además del sable láser se puede usar una variada cantidad de poderes de la fuerza como empujones, agarrones y rayos (si se pertenece al lado oscuro).

### Final alterno
El juego tiene un final alterno. En este final, Anakin está a punto de hacer su ataque de salto contra Obi-Wan, quien se prepara para defenderse. Sin embargo, Anakin esquiva el sable de luz de su maestro en el último momento, y mata a Obi-Wan con un movimiento rápido de su sable. Con su oponente derrotado, Anakin lanza el cadáver de su antiguo maestro hacia el río de lava. Anakin regresa al puerto de aterrizaje donde se encuentra con Darth Sidious. Sidious felicita a Anakin por su buen trabajo y le entrega un nuevo sable de luz Sith. Usando su nuevo sable, Anakin mata a Sidious, proclamándose el gobernante de la galaxia. Cabe destacar que este final no está presente en las versiones de Nintendo DS y Game Boy Advance, entregando en cambio el final canónico.

## Recepción
El juego recibió críticas promedio a positivas al momento de su lanzamiento. GameRankings y Metacritic le dieron una puntuación de 71,85% y 73 sobre 100 respectivamente a la versión de DS; 71,41% y 73 de 100 para la versión de Game Boy Advance; 65,85% y 61 sobre 100 para la versión Xbox; y 64,53% y 60 de 100 para la versión de PlayStation 2.
Maxim le dio a las versiones de PS2 y Xbox una puntuación de ocho sobre diez y declaró que "Al igual que la película en sí, el juego es sorprendentemente bueno y está lleno de acción decente, ya que usas las habilidades Jedi en un aluvión de batallas con espadas láser para ganar una para el bien o para el mal."
La versión de PlayStation 2 de Revenge of the Sith recibió el premio de ventas "Platinum" de la Asociación de Editores de Software de Entretenimiento y Ocio (ELSPA), lo que indica ventas de al menos 300.000 copias en el Reino Unido.